# Matamèye
Matamèye este o comună rurală din departamentul Matamey, regiunea Zinder, Niger, cu o populație de 41.382 de locuitori (2001).